# Serixia quadrina
Serixia quadrina là một loài bọ cánh cứng trong họ Cerambycidae.